# Herzogtum Brieg

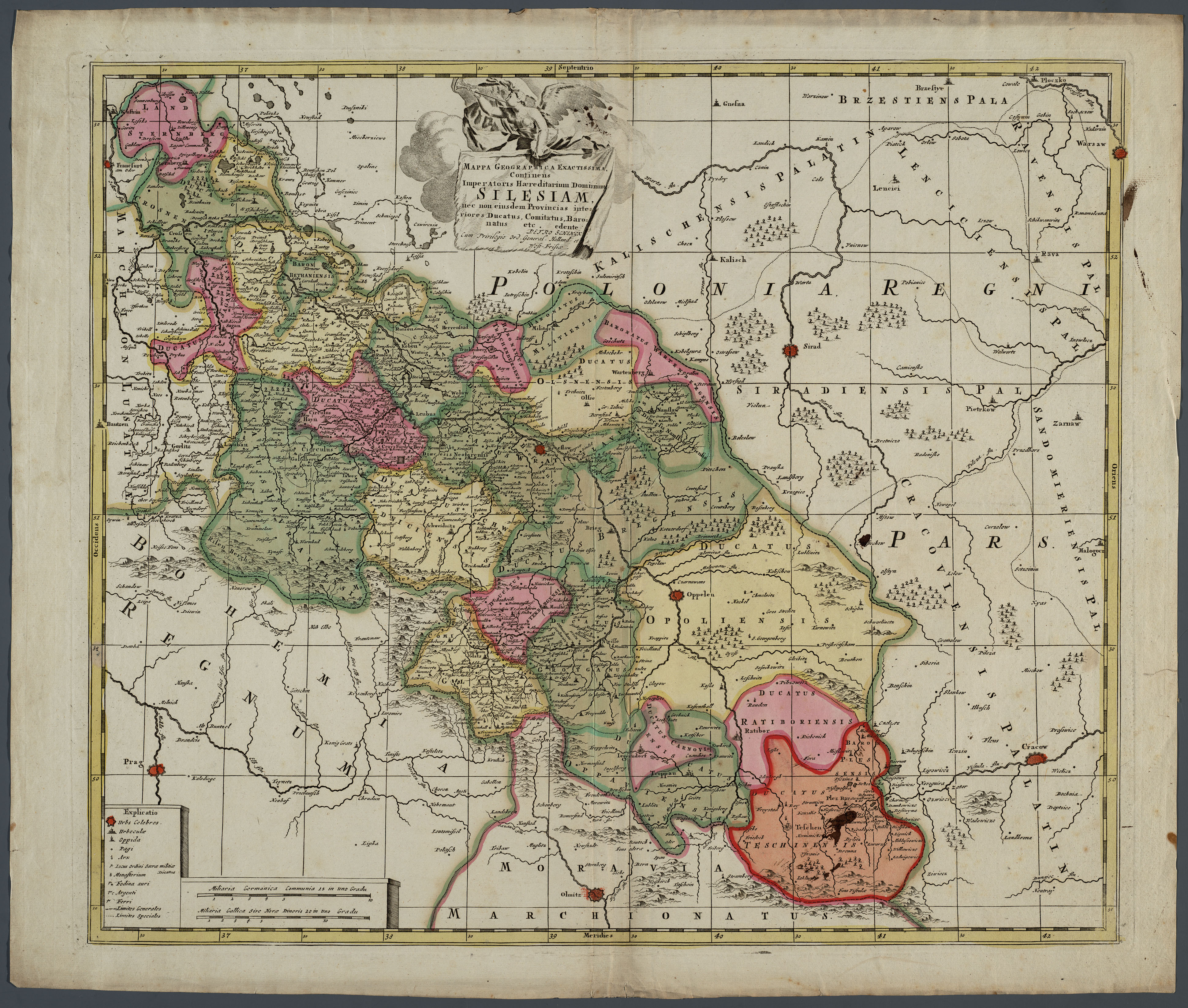
Herzogtum Brieg (Ducatus Bregensis), Lage in Schlesien, Schlesienkarte von Petrus Schenk, 1710

Karte des Herzogtum Brieg um 1739, mit den damaligen Weichbilden (Vorläufer der Kreise) und den Ortschaften

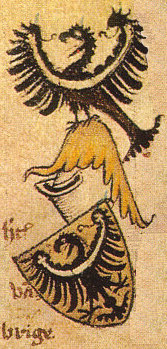
Wappen der Herzöge von Brieg

Herzogliches Wappen Brieg und Liegnitz

Das Herzogtum Brieg (tschechisch Břežské knížectví, polnisch Księstwo brzeskie) entstand im Jahre 1311 durch Ausgliederung aus dem Herzogtum Breslau und war ab 1329 ein Lehen der Krone Böhmen. Es wurde bis 1675 von den Schlesischen Piasten regiert und fiel dann durch Heimfall an den böhmischen Landesherrn. Nach dem Ersten Schlesischen Krieg 1742 fiel das Gebiet an Preußen. Residenzort war die gleichnamige Stadt Brieg. 

## Geschichte
Nach dem Tod des Herzogs Heinrich V., der 1296 die Herzogtümer Liegnitz und Breslau hinterließ, standen dessen Söhne zunächst unter der Vormundschaft ihres Onkels Bolko I. von Schweidnitz. Nach dessen Tod 1301 übernahm ihr Onkel mütterlicherseits, der böhmische König Wenzel die Vormundschaft. Da er vier Jahre später starb, wurde sie dem Breslauer Bischof Heinrich von Würben übertragen. Erst 1311 wurde das Erbe Heinrichs V. geteilt:
Für den ältesten Sohn Boleslaw wurde aus dem Herzogtum Breslau das Gebiet von Brieg mit Grottkau ausgegliedert, während der zweitgeborene Heinrich VI. das so verkleinerte Herzogtum Breslau erhielt. Deren jüngerer Bruder Wladislaus erhielt das Herzogtum Liegnitz. Nachdem Boleslaw schon bald versuchte, das Erbe seiner Brüder zu schmälern, musste ihm Wladislaus das Herzogtum Liegnitz abtreten, das er nun mit Brieg verband. 
Mit seinem Schwager, dem böhmischen König Johann von Luxemburg, stand Boleslaw in gutem Einvernehmen. 1315 schloss er mit ihm ein Schutzbündnis und führte 1321 für diesen in Böhmen die Regentschaft. Am 9. Mai 1329 schließlich unterstellte er sich mit seinen Herzogtümern Liegnitz und Brieg unter die Lehenshoheit von Böhmen, was 1335 mit dem Vertrag von Trentschin bestätigt wurde. 1342 überließ Boleslaw das Herzogtum Liegnitz seinen beiden Söhnen und behielt Brieg. 1344 verkaufte er Grottkau und Umgebung dem Breslauer Bischof Preczlaw von Pogarell, der damit sein Fürstentum Neisse erweiterte.
Nach Boleslaws III. Tod 1352 wurde das Herzogtum Brieg zunächst von dessen Witwe Katharina Šubić regiert. 1356 übergab sie die Regentschaft an ihre Stiefsöhne Ludwig I. und Wenzel I. Letzterer verkaufte halb Ohlau und halb Brieg dem Schweidnitzer Herzog Bolko II. mit der Bestimmung, dass beides an die Herzöge von Liegnitz-Brieg zurückzufallen habe, falls Bolko ohne leibliche Nachkommen sterbe.
Nach einer neuerlichen Teilung 1359 behielt der ältere Bruder Wenzel I. Liegnitz mit Goldberg, während Ludwig I. weiterhin im Besitz von Lüben blieb und zusätzlich Haynau sowie die zweiten Hälften von Ohlau und Brieg erhielt. Nachdem 1368 Bolko II. von Schweidnitz kinderlos starb, fielen dessen Hälften von Brieg und Ohlau an Herzog Ludwig I., so dass ab 1368 ganz Ohlau und ganz Brieg in seinem Besitz waren. 
Nach dem Tod Ludwigs I. 1398 wurde sein einziger Sohn Heinrich VIII. Erbe, überlebte jedoch seinen Vater nur um ein Jahr. Dessen Söhne Heinrich IX. und Ludwig II. teilten den ererbten Besitz in der Weise, dass Heinrich IX. Lüben, Ohlau, Nimptsch und halb Haynau erhielt, während Ludwig II. Brieg mit Kreuzburg und Konstadt zufiel. Dieser erbte um 1419/20 aufgrund einer 1379 vereinbarten und vom König genehmigten Gesamtbelehnung von seinem Großonkel, dem damals bereits resignierten Breslauer Bischof Wenzel, mit dem die direkte Linie Liegnitz erlosch, das Herzogtum Liegnitz, das er wiederum mit Brieg verband.

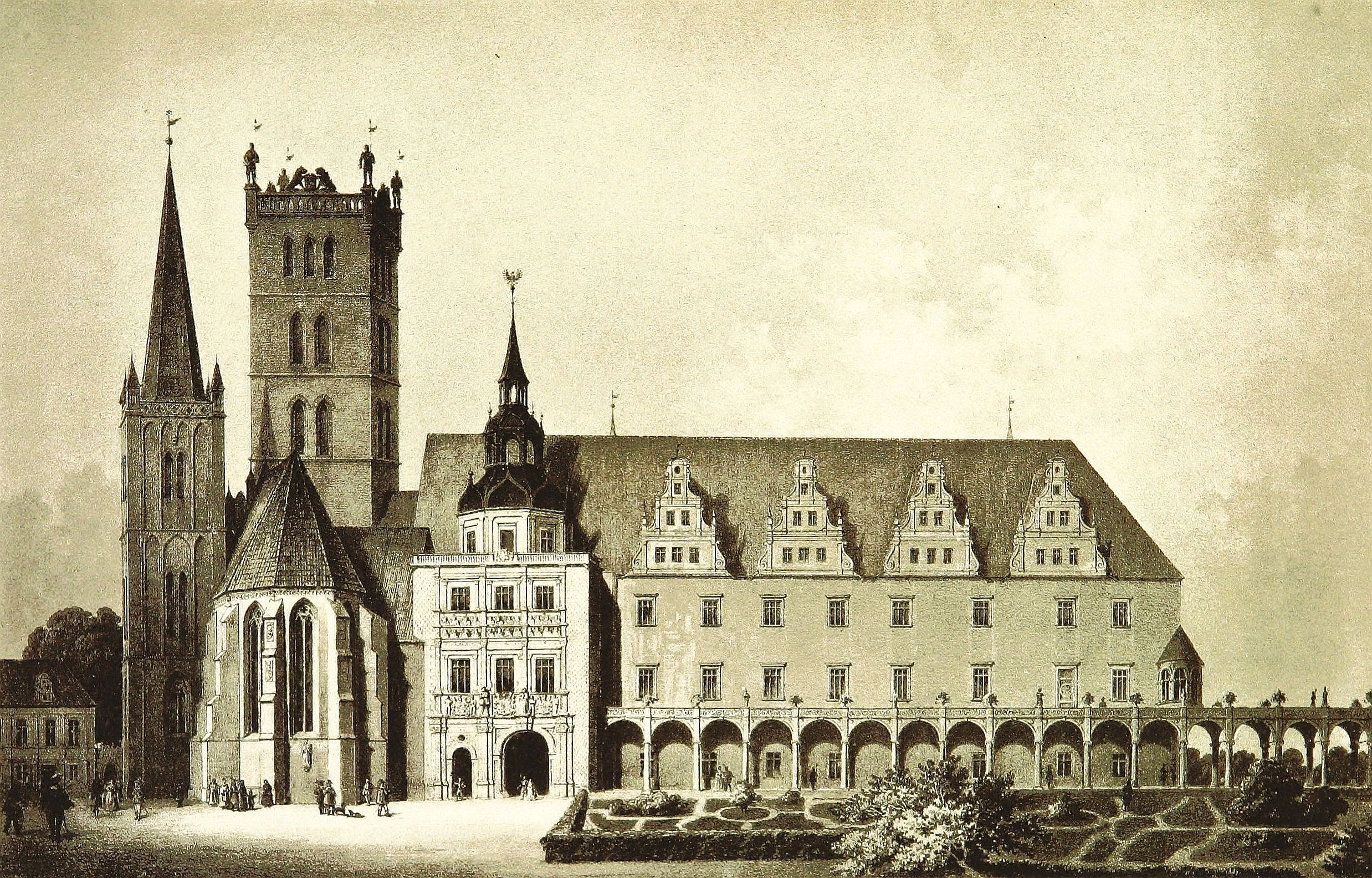
Das Piastenschloss in Brieg (1885)

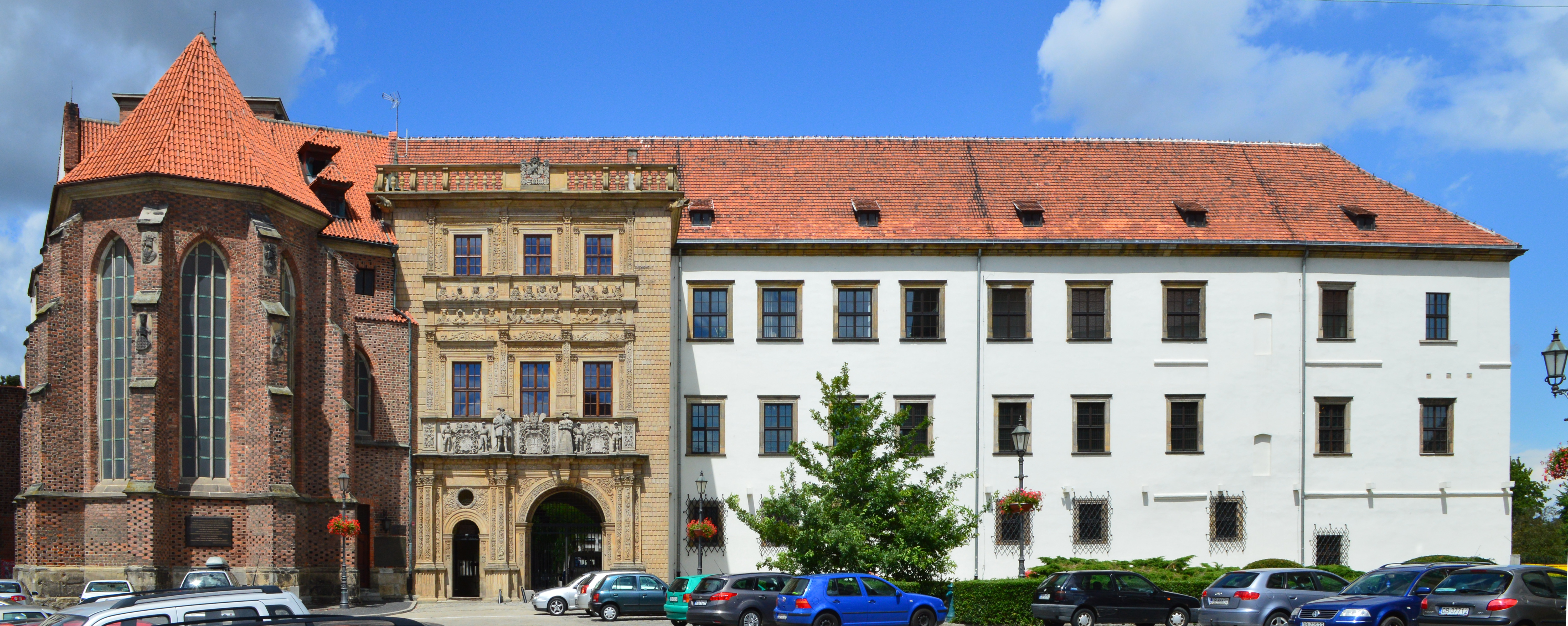
Das Piastenschloss (2016)

Ludwig II. starb 1436 ohne männliche Nachkommen. Wegen des 1420 mit seinen Neffen, den Söhnen seines 1419 verstorbenen Bruders Heinrich IX. vereinbarten Erbvertrags, dem die Zustimmung des Königs fehlte, kam es jedoch zu Auseinandersetzungen, die den bis 1469 andauernden Liegnitzer Lehnstreit zur Folge hatten. Dieser wurde erst durch Georg von Podiebrads Gegenkönig Matthias Corvinus beigelegt, der 1469 neben Mähren auch Schlesien eroberte. Er verlieh im selben Jahr das Herzogtum Liegnitz an Herzog Friedrich I., der ein Urenkel Heinrichs IX. war. Herzog Friedrich I. gliederte das Herzogtum Brieg wieder von Liegnitz aus und übertrug es seinem gleichnamigen Sohn Friedrich II. Nach dessen Tod 1547 gelangte Brieg mit Wohlau an den zweitgeborenen Sohn Georg II., während seinem älteren Bruder Friedrich III. das Herzogtum Liegnitz zufiel. Nach Georgs II. Tod 1586 erhielt dessen erstgeborener Sohn Joachim Friedrich das Herzogtum Brieg. Er erbte nach dem Tod seines Bruders Johann Georg 1592 Herzogtum Wohlau, das er nun mit Brieg vereinte. Herzog Joachim Friedrich starb 1602 und hinterließ die Söhne Johann Christian, der Brieg erbte und Georg Rudolf, der Liegnitz und Wohlau erhielt.
Nach dem Tod des Herzogs Johann Christian 1639 erbten dessen Söhne Georg III., Ludwig IV. und Christian den hinterlassenen Besitz, den sie zunächst gemeinsam regierten. Eine Teilung lehnten sie vorerst ab, da ihr relativ kleines Erbe zusätzlich mit einer Abfindung für die von der Nachfolge ausgeschlossenen Geschwister aus der zweiten Ehe des Vaters belastet war. Erst nachdem ihnen 1653 nach dem Tod ihres kinderlos verstorbenen Onkels Georg Rudolf das Herzogtum Liegnitz mit Wohlau zufiel, erfolgte die Teilung. Georg III. erhielt Brieg, Ludwig IV. Liegnitz und Christian Wohlau sowie Ohlau. Da beim Tod Christians 1672 seine beiden Brüder bereits ohne Nachkommen verstorben waren, gelangten die Teilherzogtümer Brieg, Liegnitz, Wohlau und Ohlau alle an dessen einzigen Sohn Georg Wilhelm I., mit dem der herzogliche Familienzweig der Liegnitzer Piasten 1675 im Mannesstamm erlosch. Er war zugleich der letzte männliche Nachkomme aller Schlesischen Piasten und der letzte Piast überhaupt. Seine verwaisten Länder fielen als erledigte Lehen an den böhmischen Landesherrn, den seit 1526 die Habsburger stellten. 
Aufgrund eines Erbvertrags, den Herzog Friedrich II. 1537 mit den Hohenzollern abgeschlossen hatte, erhob Preußen 1681 Erbansprüche auf Liegnitz und dessen Teilfürstentümer. Diese Forderung war letztlich einer der Gründe für den Ausbruch des Ersten Schlesischen Krieges, nach dessen Ende 1742 die Liegnitzer Herzogtümer mit fast ganz Schlesien an Preußen fielen. 1813 wurde das Gebiet des Herzogtums Brieg in den Regierungsbezirk Breslau eingegliedert, der ab 1815 zur neu gebildeten Provinz Schlesien gehörte.

## Herzöge von Brieg
- 1311–1338 Boleslaus III.
- 1338–1339 Wenzel I.
- 1358–1368/98 Ludwig  I.
- 1398–1399 Heinrich VIII.
- 1399–1436 Ludwig II.
  - 1436–1449 Elisabeth von Brandenburg, Regentin
- 1449–1469 Liegnitzer Lehnstreit
- 1469–1488 Friedrich I.
  - 1488–1498 Ludmilla von Podiebrad, Regentin
- 1498–1505 Friedrich II.
- 1505–1521 Georg I.
- 1521–1547 Friedrich II.
- 1547–1586 Georg II.
- 1586–1602 Joachim Friedrich
  - 1602–1605 Anna Maria von Anhalt, Regentin
  - 1605–1609 Karl II. von Münsterberg, Vormund
- 1609–1639 Johann Christian
- 1639–1664 Georg III.
- 1664–1672 Christian
  - 1672–1675 Luise von Anhalt, Regentin
- 3. September 1675–21. November 1675 Georg Wilhelm I.; mit ihm erlosch die herzogliche Linie Liegnitz, die zugleich die letzte der Schlesischen Piasten war.